# Болевич, Деян
Деян Болевич (серб. Dejan Boljević; род. 30 мая 1990, Цетине) — черногорский футболист, защитник черногорского  клуба « Петровац».

## Карьера
Воспитанник клуба «Могрен», за который и дебютировал в чемпионате Черногории в сезоне 2008/2009. Следующий сезон начал в аренде в другом черногорском клубе «Петровац», где провёл полгода, после чего вернулся в «Могрен». В 2010 году перешёл в клуб Первой лиги Сербии «Телеоптик», в котором провёл один сезон. В 2011 году стал игроком клуба Суперлиги Сербии «Смедерево», где также провёл один сезон. В 2012 году сыграл 3 матча за словацкий клуб «Татран», но уже зимой 2013 года вернулся в Сербию. В дальнейшем выступал за клубы сербской Суперлиги «Нови-Пазар», «Чукарички» и «Вождовац», а также узбекистанский «Насаф» и мальтийский «Хибернианс». Летом 2017 года подписал контракт с клубом ФНЛ «Луч-Энергия».